# 瓦特赫拉夫斯梅尔

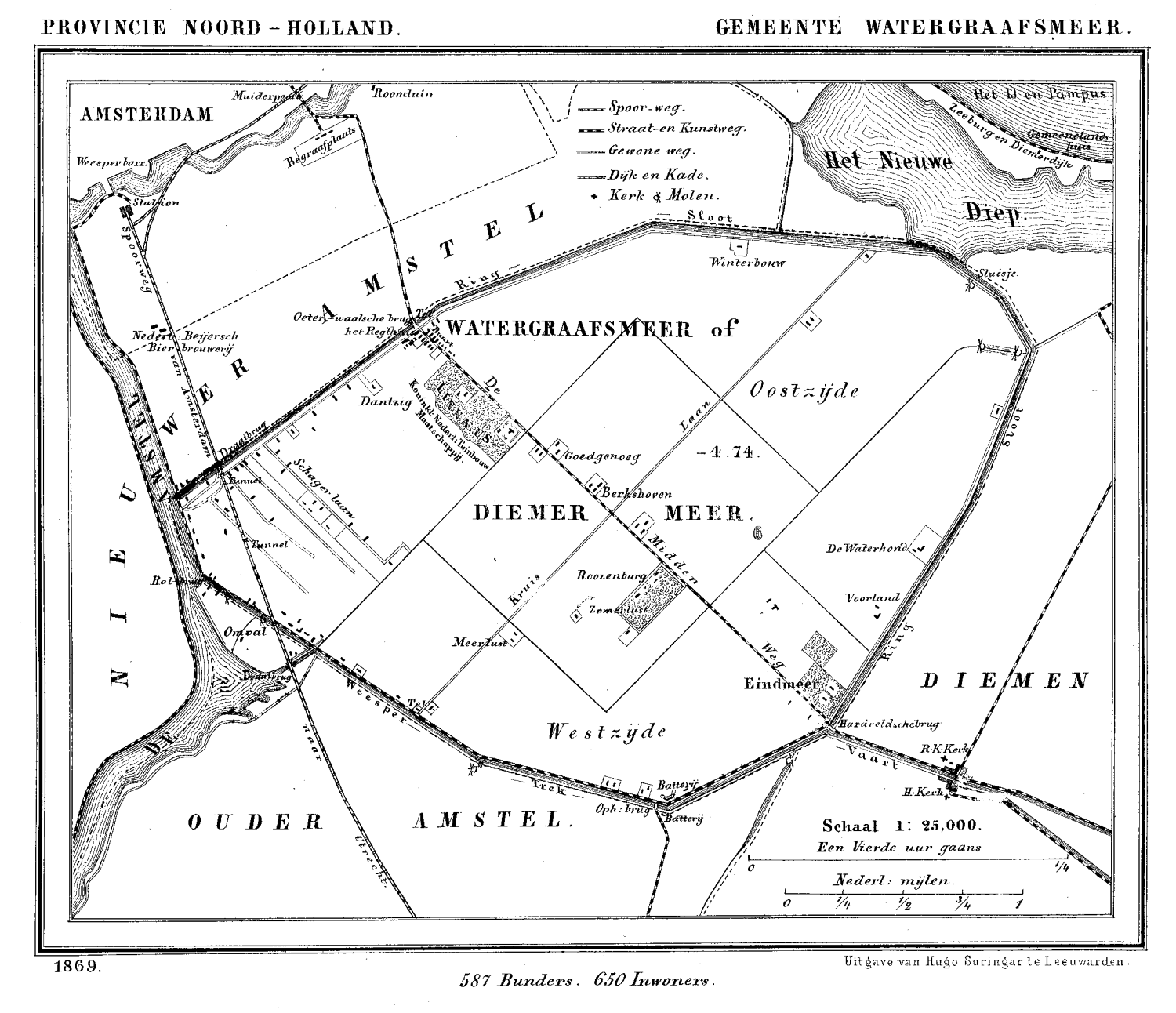
原瓦特赫拉夫斯梅尔市镇地图，1869年

瓦特赫拉夫斯梅尔（荷蘭語：Watergraafsmeer，發音：[ˌʋaːtərɣraːfsˈmeːr]）是荷兰北荷兰省的一块圩田，曾为湖泊、市镇与阿姆斯特丹市辖区。1817年5月1日至1921年1月1日，其曾为一个约一万人口的独立市镇。自2010年5月1日起，其成为阿姆斯特丹东区的一部分。瓦特赫拉夫斯梅尔是阿姆斯特丹最低的地区之一（位于阿姆斯特丹标准水位以下约5米）。
52°21′N 4°56′E / 52.350°N 4.933°E